# 로타리오 2세

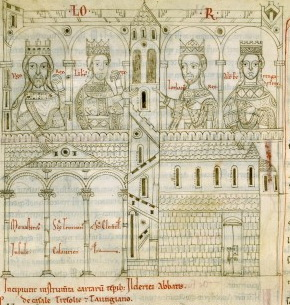
카사우리아에서 작성된 이탈리아의 네명의 왕 초상화, 좌로부터 우고, 람베르토 2세, 로타리오, 베렝가리오 2세

로타리오 2세(Lothario II) 또는 로타리오 3세(Lothario III), 이탈리아의 로타르 2세(Lothar II, 920년/925년/926년? ~ 950년 11월 22일)는 이탈리아의 왕(재위 947년 ~ 950년)이다. 로타르 2세의 외손자이자 이탈리아의 왕이었던 우고(위그)의 아들이다. 그의 외할아버지 로타르 2세를 이탈리아의 왕으로 간주할 경우 로타르 3세(Lothar III)가 된다. 또는 아를 출신이므로 아를의 로테르(Lothair de Arles)로도 부른다.
프랑크 왕국의 귀족으로 그의 조모를 통해 카롤링거 왕가의 외손이 된다. 947년 부르고뉴의 루돌프 2세의 딸로 15세인 아델라이드와 결혼했다. 948년경 딸 엠마가 태어났고, 그들의 딸 엠마는 서프랑크의 왕 로타르 3세와 결혼했다. 그 뒤 부왕 우고(위그)가 이브레아의 베렝가리오 2세에 의해 강제로 축출되고, 그도 950년에 갑작스럽게 사망한다.

## 생애
프로방스의 위그와 프랑코니아 출신 알다의 아들로 태어났다. 어머니 알다는 일설에 의하면 동프랑크 왕국의 공주라는 설도 있으나 동프랑크의 군주 중 어느 왕의 딸인지는 알려져 있지 않다. 이들은 프로방스의 위그가 이탈리아의 왕이 되기 전에 결혼하였다. 한편 그의 할머니 베르타는 로타링기아의 왕 로타르 2세의 서출 딸이며 로타르 1세의 손녀였다.
로타리오는 프로방스의 위그의 유일한 적자로 태어났는데, 크레모나의 리우르프란트에 의하면 로타리오의 출생지는 독일 프랑켄이었다 한다. 그의 부모의 결혼에 대한 문서는 산 피에트로 수도원의 기초 문서 중에 소장되어 있기도 하다. 928년 아버지인 프로방스의 위그가 루돌프 2세의 초청으로 이탈리아로 가서 왕이 되자 로마로 따라갔다. 이후 그는 아버지 위그의 섭정이 되었다. 931년부터 아버지 위그에 의해 공동 왕이 되고, 위그가 947년 베렝가리오 2세에게 사로잡혀 프로방스로 유폐되어 죽을 때까지 아버지와 함께 공동 왕이었다. 이후 3년간은 단독으로 이탈리아를 다스렸다.
933년 루돌프 2세의 딸 아델라이드와 결혼하기로 약속했다. 정확한 날짜는 알려지지 않았지만 이들은 947년 6월 27일 이전에 결혼식을 올렸다.
941년부터 이탈리아의 북서부 영토 대부분을 장악하고, 막강한 세력을 가졌던 이브레아 후작이며 베렝가리오 1세의 외손자인 롬바르트족 베렝가리오 2세에게 시달림을 당하다가 교전, 아버지 패하고 프로방스로 유폐되었으나 로타리오 3세는 카롤링거 왕조 지지파 귀족들과 밀라노의 주교 등 카롤링거 지지파 성직자들의 지지를 얻어 이탈리아에 계속 남아 있었다. 945년에는 이탈리아의 귀족들이 봉기를 일으켰지만 그는 이를 진압하지 못했다. 로타리오는 밀라노에 체류하면서 자신의 지위를 강화하기 위해 독립왕국화된 부르고뉴 왕국과 동맹, 947년 6월 17일경 루돌프 2세의 16세된 딸 아델하이트(뒤에 신성 로마 황제 오토 1세와 결혼함)와 결혼했으나 그는 계속 명목상의 통치자였고, 이탈리아에서 실질적인 권력을 행사한 사람은 베렝가리오였다.
948년경 딸 엠마가 태어났고, 그들의 딸 엠마는 서프랑크의 왕 로타르와 결혼했다. 로타리오는 950년 11월 22일에 토리노에서 갑자기 죽었는데 베렝가리오에게 독살한 것으로 보는 학자들도 있다. 베렝가리오 2세는 그의 과부 아델라이드를 자신의 아들 아달베르토와 강제로 결혼시키려 했으나, 아델라이데는 오토 1세에게 몸을 의탁하였다.

## 가족 관계
13세기에 작성된 카롤링거 왕가의 가계도에 의하면 로타리오에게는 훔베르트라는 아들이 있었다고 한다. 그러나 훔베르트의 행적에 대해서는 알려져 있지 않다.
- 할아버지 : 테오발드 드 아를
- 할머니 : 로트링겐의 베르타, 로타링기아의 왕 로타르 2세의 서녀
- 아버지 : 아를의 위그
- 어머니 : 알다 또는 힐다(Alda or Hilda)
- 부인 : 아델라이드
  - 딸 : 엠마(Emma)
  - 사위 : 로테르 4세 또는 로테르(Lothair), 서프랑크의 왕
    - 외손자 : 루이 5세(Louis V)
    - 외손자 : 외드(Eudes, 랭스의 주교, 970년~986년 11월 13일 사망)
    - 외손자 : 오토(Otto, 986년 11월 13일 사망)

  - 아들 : 아를의 훔베르트(Humbert de Arle)

## 기타
후일 헨델이 지은 가곡 로타리오는 그를 소재로 한 작품이다.

## 참고 자료
- Hagen Keller: Lothar. In: Lexikon des Mittelalters (LexMA). Band 5, Artemis & Winkler, München/Zürich 1991, ISBN 3-7608-8905-0, Sp. 2128.
- Mario Marrocchi: Lotario II, re d’Italia. In: Mario Caravale (Hrsg.): Dizionario Biografico degli Italiani (DBI). Band 66: Lorenzetto–Macchetti. Istituto della Enciclopedia Italiana, Rom 2006, S. 177–179..

| 전임 우고 | 이탈리아의 왕 947년 ~ 950년 | 후임 베렝가리오 2세 아달베르토 2세 |

| 전임 우고 | 신성로마제국의 황제 (명목상) 947년 ~ 950년 | 후임 베렝가리오 2세 |